# Седлішовиці (Сілезьке воєводство)
Седлішовиці (пол. Siedliszowice) — село в Польщі, у гміні Крочиці Заверцянського повіту Сілезького воєводства.
Населення — 323 особи (2011).
У 1975-1998 роках село належало до Ченстоховського воєводства.

## Демографія
Демографічна структура станом на 31 березня 2011 року:
|          | Загалом | Допрацездатний вік | Працездатний вік | Постпрацездатний вік |
| -------- | ------- | ------------------ | ---------------- | -------------------- |
| Чоловіки | 171     | 41                 | 115              | 15                   |
| Жінки    | 152     | 30                 | 87               | 35                   |
| Разом    | 323     | 71                 | 202              | 50                   |